# 黄启彬
黄启彬（1952年—），汉族，广东紫金人，中华人民共和国政治人物、第十一届全国人民代表大会广东地区代表。
毕业于汕头医学专科学校医疗专业，是中共党员。担任紫金县人民医院院长。2008年起担任全国人大代表。